# Прист, Фред
А́лфред Э́рнест Прист (англ. Alfred Ernest Priest), более известный как Фред Прист (англ. Fred Priest; 24 июля 1875 — 5 мая 1922) — английский футболист и футбольный тренер. Наиболее известен по выступлениям за футбольные клубы «Шеффилд Юнайтед», «Саут-Бэнк», «Мидлсбро» и «Хартлпулз Юнайтед», также провёл один матч за национальную сборную Англии. Двукратный обладатель Кубка Англии в составе «Шеффилд Юнайтед». После завершения карьеры игрока был главным тренером клуба «Хартлпулз Юнайтед».

## Карьера игрока
Уроженец Саут-Бэнка (Северный райдинг Йоркшира), Прист начал карьеру в местном клубе «Саут-Бэнк» в 1885 году. В 1896 году присоединился к клубу «Шеффилд Юнайтед». 5 сентября 1896 года дебютировал за «клинков» в матче против «Бернли». Изначально выступал на позиции крайнего левого нападающего, позднее стал играть в роли инсайда. Помог "Шеффилд Юнайтед выиграть Футбольную лигу в сезоне 1897/98. Также выиграл два Кубка Англии (в сезонах 1898/99 и 1901/02).
17 марта 1900 года провёл свой единственный матч за национальную сборную Англии — это была игра Домашнего чемпионата против сборной Ирландии на стадионе «Лэнсдаун Роуд» в Дублине. Матч завершился победой англичан со счётом 2:0.
В декабре 1905 года Прист покинул «Шеффилд Юнайтед», проведя за команду более 200 матчей, вернувшись в «Саут-Бэнк». В октябре 1906 года перешёл в «Мидлсбро», где был одновременно игроком и помощником тренера. Летом 1908 года присоединился к клубу «Хартлпулз Юнайтед», но уже в декабре завершил карьеру игрока.

## Тренерская карьера
В августе 1908 года Фред Прист стал первым главным тренером в истории клуба «Хартлпулз Юнайтед». Первые месяцы он продолжал выходить на поле на позиции правого защитника, но вскоре завершил карьеру игрока, сосредоточившись на тренерской работе. Он был главным тренером клуба на протяжении четырёх лет. Под его руководством «Хартлпулз Юнайтед» трижды попадал в четвёрку лучших команд Северо-восточной лиги, а также выиграл Большой кубок Дарема (англ. Durham Senior Cup).

## Достижения
«Шеффилд Юнайтед»
- Чемпион Англии: 1897/98
- Обладатель Кубка Англии: 1898/99, 1901/02
- Финалист Кубка Англии: 1900/01

## Вне футбола
После ухода из футбола Прист управлял гостиницей в Хартлпуле. Умер в мае 1922 года в возрасте 46 лет после непродолжительной болезни. В октябре 1922 года «Шеффилд Юнайтед» организовал благотворительный матч с целью сбора средств для его вдовы.